# クララベル・カウ
クララベル・カウ（英: Clarabelle Cow）は、1927年にウォルト・ディズニー・ピクチャーズで誕生したウシをモチーフにしたディズニーキャラクターである。ホーレス・ホースカラーのガールフレンドとして描かれることが多いが、グーフィーとペアになることもある。ミニーマウスの親友でありつつ、オズワルド・ザ・ラッキー・ラビットの敵役としても登場する。アメリカでは脇役としての位置づけが主だったが、イタリアでは主要キャラクターとして扱われるようになった。

## 出演

### アニメーション
クララベルは、1927年に『トロリー・トラブルズ』に名前のないウシとして初登場した。1930年から1932年にかけて頻繁にアニメに登場したが、その後は出演が減少し、1942年にクラシック時代の最後の出演を果たした。その後も長編映画『ミッキーのクリスマスキャロル』（1983年）、『ミッキーの王子と少年』（1990年）や『ロジャー・ラビット』（1988年）などでカメオ出演している。
クララベルは30本以上の作品に出演したものの、ミッキーマウスやミニーマウスのようにキャラクターとしての個性が確立されることはなかった。一方でホーレスは、農場の動物として描かれることもあれば擬人化されることもあり、初期は鳴き声だけのキャラクターだったが、『ミッキーの消防隊』で初めて喋るようになり、『ミッキーマウス・ワークス』以降は準レギュラーとして登場するようになった。
現代のアニメでは、『ミッキーマウス・ワークス』や『ミッキーのクリスマスの贈りもの』に登場し、再び活動を再開している。『ハウス・オブ・マウス』では、「ゴシップはいつも真実」というキャッチフレーズを持つ芸能記者として描かれることが多い。
クララベルは旧作ではホーレスと一緒に描かれることが多く、恋仲として設定されることが多かった。グーフィーとの関係では、事故や誤解から彼を攻撃する場面もいくつかあったが、『ミッキーマウス・ワークス』以降はグーフィーのガールフレンドとして登場するようになった。『ミッキーマウス クラブハウス』では噂好きで惚れっぽい性格に設定され、他の男性に恋をする描写もある。『ミッキー・ドナルド・グーフィーの三銃士』ではピートの手下である中尉として登場し、グーフィーと恋に落ちている。また、『ミッキーマウスとロードレーサーズ』にも登場し、作品によってはグーフィーやホーレスに好意を寄せる描写が見られる。この影響で、『ミッキーマウス!』ではグーフィーに近い立ち位置で描かれることが多い。
2023年に制作されたディズニー100周年記念短編映画『ワンス・アポン・ア・スタジオ -100年の思い出-』では、カーに催眠術をかけられる場面があり、最終的にはラプンツェルに助けられている。

### 作品
1. トロリー・トラブルズ（英語版）（1927年 / 名無し）
2. Hungry Hoboes（英語版）（1928年 / ベッシーとして）
3. 蒸気船ウィリー（1928年）
4. プレーン・クレイジー（1929年）
5. ミッキーの畑仕事（英語版）（1929年 / クララベルとして）
6. ミッキーの汽車旅行（1929年）
7. カーニバル・キッド（英語版）（1929年）
8. The Barnyard Concert（英語版）（1930年）
9. The Shindig（英語版）（1930年）
10. ミッキーの陽気な囚人（1930年）
11. Pioneer Days（英語版）（1930年）
12. The Birthday Party（英語版）（1931年）
13. Mother Goose Melodies（英語版）（1931年）
14. Blue Rhythm（英語版）（1931年）
15. The Barnyard Broadcast（1931年）
16. The Beach Party（1931年）
17. The Mad Dog（1932年）
18. Barnyard Olympics（1932年）
19. Mickey's Revue（英語版）（1932年）
20. Mickey's Nightmare（英語版）（1932年）
21. ミッキーのフーピー・パーティー（英語版）（1932年）
22. Touchdown Mickey（1932年）
23. ミッキーのアカデミー候補者パレード（英語版）（1932年）
24. ミッキーの脱線芝居（英語版）（1933年）
25. ミッキーの騎士道（1933年）
26. Mickey's Gala Premier（英語版）（1933年）
27. Camping Out（1934年）
28. ミッキーの芝居見物（1934年）
29. ミッキーの大演奏会（1935年）
30. ミッキーのアイス・スケート（1935年）
31. ミッキーの消防隊（英語版）（1935年）
32. Mickey's Grand Opera（1936年）
33. ミッキーのポロゲーム（1936年）
34. ミッキーのアマチュア合戦（英語版）（1936年）
35. ミッキーの芝居見物（1941年 / リメイク版）
36. ミッキーの誕生日（1941年）
37. ミッキーのオーケストラ（1942年）
38. ミッキーのクリスマスキャロル（1983年）
39. ロジャー・ラビット（1988年 / カメオ出演）
40. Roller Coaster Rabbit（英語版）（1990年 / カメオ出演）
41. ミッキーの王子と少年（1990年）
42. ボンカース（1993年 / 『The Stork Exchange』『The Rubber Room Song』）
43. ミッキーマウス・ワークス（1999年）
44. ハウス・オブ・マウス（2001年）
45. ミッキー・ドナルド・グーフィーの三銃士（2004年）
46. ミッキーマウス クラブハウス（2006年）
47. ミッキーのミニー救出大作戦（2013年）
48. ミッキーマウス!（2014年）
49. ミッキーマウス ミックス・アドベンチャー（2017年）
50. シュガー・ラッシュ:オンライン（2018年 / カメオ出演）

### コミック
ディズニーキャラクターがコミックに登場し始めた際、クララベルはその最初の一人だった。彼女の初登場は1930年4月2日のコミック『Mickey Mouse』である。以降、ホーレス、クララ・クラック、グーフィー、ミニー、ミッキーとともに、1950年代から1970年代にかけて定期的にコミックに登場した。
1960年代後半には、クララベルがグーフィーと交際を始めたことが描かれており、グーフィーに恋人を設定しようとした意図が見られる。この時期、ホーレスの所在は不明だった。クララベルとグーフィーの関係は、グローリービーという別の女性キャラクターによって挑戦を受けた。その後のコミックでは、クララベルとホーレスが再びカップルとして描かれる一方で、アニメ作品では登場する作品によってグーフィーまたはホーレスと交際している設定が続いている。
クララベルには、幼いいとこのバーティ・ザ・ジンクス、姪のイッツィ・ベッツィ、社交界のおばであるミス・ボヴィナがいる。これらのキャラクターは『Walt Disney's Comics and Stories』のいくつかの号で登場した。
1980年代以降、アメリカでクララベルが登場する物語は少なくなったが、ヨーロッパ、特にイタリアでは物語が継続的に制作されており、現在でも人気が高い。イタリアのコミックではクララベルは特に高い人気を誇っている。

### パーク
2006年9月から2008年9月まで、ウォルト・ディズニー・ワールド・リゾートのマジック・キングダムにあるタウンスクエアで、クララベルとホーレスが一緒にグリーティングに登場した。クララベルは、季節ごとのイベントで「Mickey's Boo-To-You Halloween Parade」「Mickey's Once Upon a Christmastime Parade」、キャッスルショー「Mickey's Most Merriest Celebration」などに出演している。ホーレスとは、「Frontierland Hoedown Happening」やストリートパーティ「Move It! Shake It! Mousekedance It!」にも登場し、クララベルはパーティボックスの上に立ちながら、自分の台詞を披露している。
クララベルはディズニーランドでも、「The World According to Goofy」「Light Magic」「Parade of the Stars」「ファンタズミック!」「A Christmas Fantasy Parade」「Celebrate!」など、多くのパレードやショーに長年出演している。東京ディズニーランドでは、クララベルとホーレスがグリーティングに登場するほか、パレードやショーにも定期的に出演している。2009年の丑年には、東京ディズニーランドと東京ディズニーシーのニューイヤーズ・グリーティングで主役として登場した。
さらに、クララベルはディズニーランドのキャラクターファンデイのグリーティングにも選ばれており、アナハイムのディズニーランドでは初めてホーレスを伴ってグリーティングを行った。
ディズニー・カリフォルニア・アドベンチャーでは、ブエナビスタ・ストリートに「Clarabelle's Hand-Scooped Ice Cream」というアイスクリームショップがあり、クララベルの名前が冠されている。また、ディズニーランド・パリでは、「Mickey's Halloween Celebration」や「Goofy's Garden Party」にもホーレスとともに出演している。
2016年のクリスマスには、クララベルが「Mickey's Most Merriest Celebration」でマジック・キングダムに再登場した。

### ビデオゲーム
クララベルは『トゥーンタウン・オンライン』に登場し、プレイヤーに屋敷を飾る家具を提供する役割を担っている。プレイヤーが注文するカタログは「キャトルログ」と呼ばれ、クララベルの外見はオペレーター風に多少アレンジされている。
また、『キングダム ハーツII』のタイムレスリバーワールドでは、クララベルは昔の白黒デザインで登場している。さらに、『ディズニー エピックミッキー 〜ミッキーマウスと魔法の筆〜』にも登場し、ミッキーが旅の途中で出会う忘れられたキャラクターの一人として描かれている。

## その他
- クララベルは初期の作品ではいななき声や笑い声のみで表現されていたが、1980年代以降は台詞のある役が増えた。
- 初めて台詞が与えられた作品は『ミッキーの消防隊』であり、この中でクララベルは自宅が火事になっていることに気付かずバスルームで入浴していた。救助に来たグーフィーたちを覗きと勘違いし、ブラシで殴り続けるシーンが描かれている。
- 2004年の『ミッキー、ドナルド、グーフィーの三銃士』では、ピートの手下として登場し、自分に惚れたグーフィーのアプローチによって相思相愛となり改心するエピソードが描かれた。
- 『ミッキーマウス クラブハウス』では「モーマート」というスーパーマーケットを経営しており、イベント時には司会も務めている。
- 『ハウス・オブ・マウス』では「クララベル・カウの町の噂」というコーナーを担当している。